# Fondation Cartier pour l'Art Contemporain
La Fondation Cartier pour l'Art Contemporain, també coneguda com a Fondation Cartier, és un museu d'art contemporani ubicat al 261 del boulevard Raspail de París.

## Exposicions
- 1986 : Les Années 1960, la décade triomphante
- 1987 : Hommage à Ferrari
- 1988 : MDF des créateurs pour un matériau
- 1988 : Vraiment faux
- 1991 : La Vitesse
- 1992 : À visage découvert - Machines d'architecture
- 1993 : Azur
- 1994 : Nobuyoshi Araki - Jean-Michel Alberola
- 1995 : Vija Celmins - Thierry Kuntzel - James Lee Byars - Isek Kingelez - Défilés et Vestiaires de Macha Makeieff et Jérôme Deschamps - Malick Sidibé -
- 1996 : Double vie, Double vue - Comme un oiseau - Tatsuo Miyajima - Marc Couturier - By Night
- 1997 : Amours - Coïncidences - Alain Séchas - Patrick Vilaire
- 1997 : Histoire de voir - la collection de la Fondation Cartier dans l'art contemporain dans les chateaux du Bordelais - Marina Faust - Seydou Keita - Gabriel Orozco - Jean-Michel Othoniel
- 1998 : Issey Miyake - Être nature - Francesca Woodman - Panamarenko - Gérard Deschamps
- 1999 : Sarah Sze - Herb Ritts - 1 monde réel - Radi Designers - Gottfried Honneger
- 2000 : Bernard Piffaretti - Thomas Demand - Le Désert - Okhai Ojeikere - Guillermo Kuitca - Cai Guo-Qiang
- 2001 : Gérard Garouste - William Eggleston - Un art populaire - Pierrick Sorin - Alair Gomes
- 2002 : Ce qui arrive - Takashi Murakami - Fragilisme
- 2003 : Daido Moriyama - Jean-Michel Othoniel - les Yanomami -
- 2004 : Hiroshi Sugimoto - Raymond Depardon - Pain couture par Jean-Paul Gaultier - Chéri Samba - Marc Newson -
- 2005 : Juergen Teller - Ron Mueck - John Maeda - J'en rêve - Adriana Varejão - Rinko Kawauchi
- 2006 : Tabaimo - Gary Hill - Agnès Varda - Tadanori Yokoo
- 2007 : Lee Bul - Robert AdamsPlantilla:Disambiguation needed - Rock'n'roll 39-59 - David Lynch
- 2008 : Patti Smith - Andrea Branzi - César - Terre Natale, Ailleurs commence ici (Raymond Depardon / Paul Virilio)
- 2009 : Beatriz Milhazes - William Eggleston - Né dans la rue
- 2010 : Jean Giraud: Moebius-Transe-Forme - Metamoebius by Damian Pettigrew